# Goedartia pallidipes
Goedartia pallidipes är en stekelart som först beskrevs av Tohru Uchida 1926.  Goedartia pallidipes ingår i släktet Goedartia och familjen brokparasitsteklar. Inga underarter finns listade i Catalogue of Life.